# ヨゼフ・マーネス
ヨゼフ・マーネス（Josef Mánes、1820年5月12日 - 1871年12月9日）はチェコの画家である。ロマン主義の画家の一人である。

## 略歴
プラハの多くの画家をだした家系の出身である。父親のアントニーン・マーネス(Antonín Mánes:1784-1843)は風景画家で、叔父のヴェンツェル・マーネス(Wenzel Mánes:1793-1858)も画家で、プラハの絵画学校の校長だった。弟のクイド・マーネス(Quido Mánes:1828-1880)や姉のアマーリエ・マーネソーヴァー(Amalie Mánesová: 1817-1883)も画家になった。
父親から絵を学んだ後、1835年から1844年の間、プラハの美術アカデミーでフランティシェク・カドリーク(František Tkadlík)やクリスティアン・ルーベンに学んだ。その後、当時のヨーロッパの美術の中心の一つであったミュンヘンで2年間修業した。プラハに戻った後は20年間に渡って、貴族で聖職者のベドジフ・シルビア・タロウツアの支援を受けて、モラヴィアの各地を旅した。
チェコの文化的活動に熱心に取り組み、チェコの芸術協会であるUmělecká Besedaの主要なメンバーになり、民族的体育運動協会であるソコル運動協会のユニフォームや旗のデザインをした。他の多くの愛国的組織に加わった。1857年からロシアに旅した。1865年からのプラハの天文時計の修理の際に、暦表盤の装飾画を描いた
1866年頃から、梅毒か髄膜の結核が原因と推定される精神的な疾患が見られるようになり、奇妙な行動をとるようになった。転地のためにパトロンが資金をだして、イタリアに旅するが、症状は改善せず、姉のアマーリエが連れ帰らなければならなかった。数年後にプラハで51歳で亡くなった。
風景画や肖像画など様々な作品を描いた。ヨゼフ・マーネスは、19世紀のチェコの国民的画家と見なされている。ミュンヘンで学んだ芸術家らによって設立された美術家集団は、ヨゼフ・マーネスの名を冠して、1887年にマーネス美術協会(Spolek výtvarných umělců Mánes）として改組され、展覧会を主催しチェコの新しい美術に対して大きな影響を与えた。

## 作品

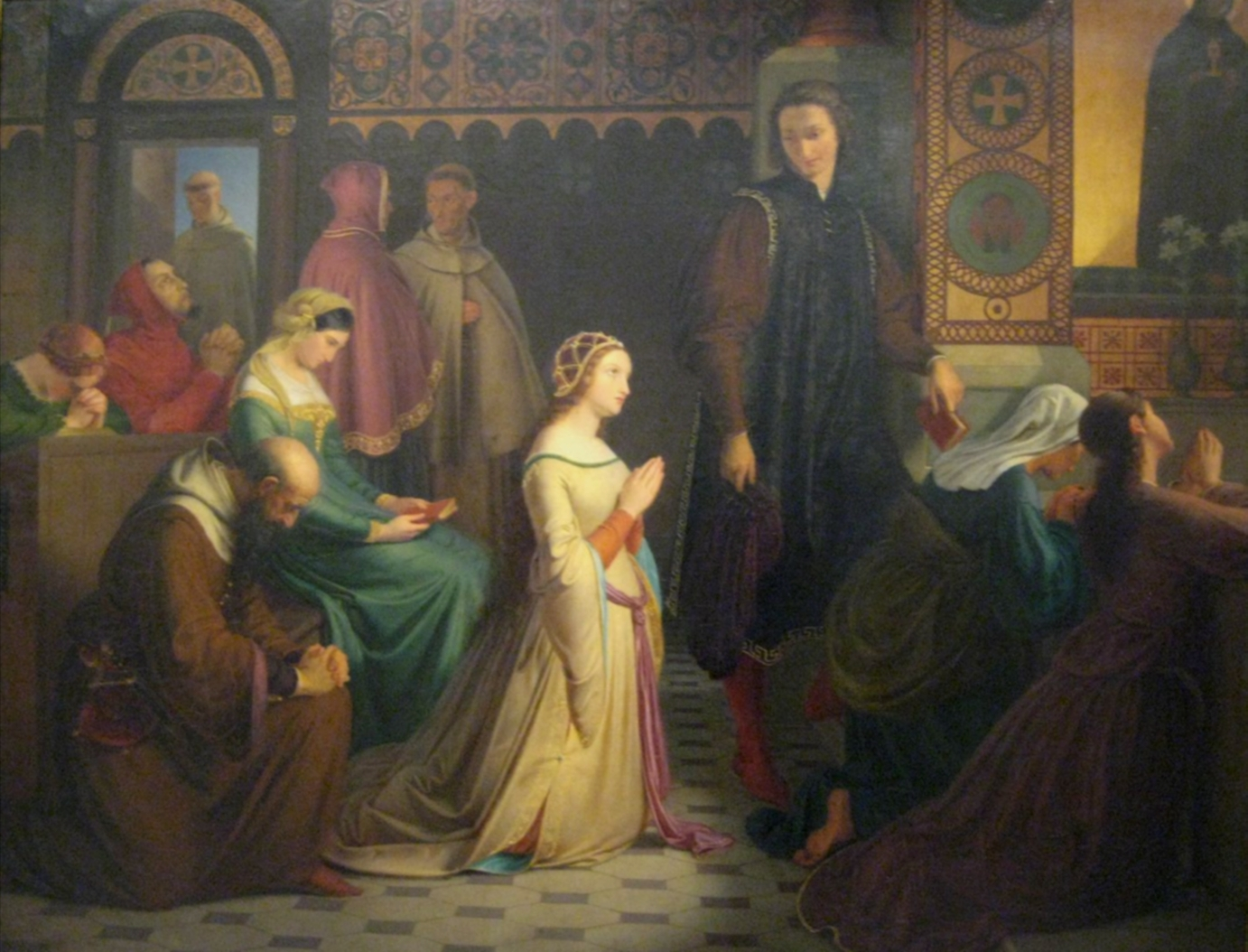
ペトラルカとラウラの出会い (1845/1846)
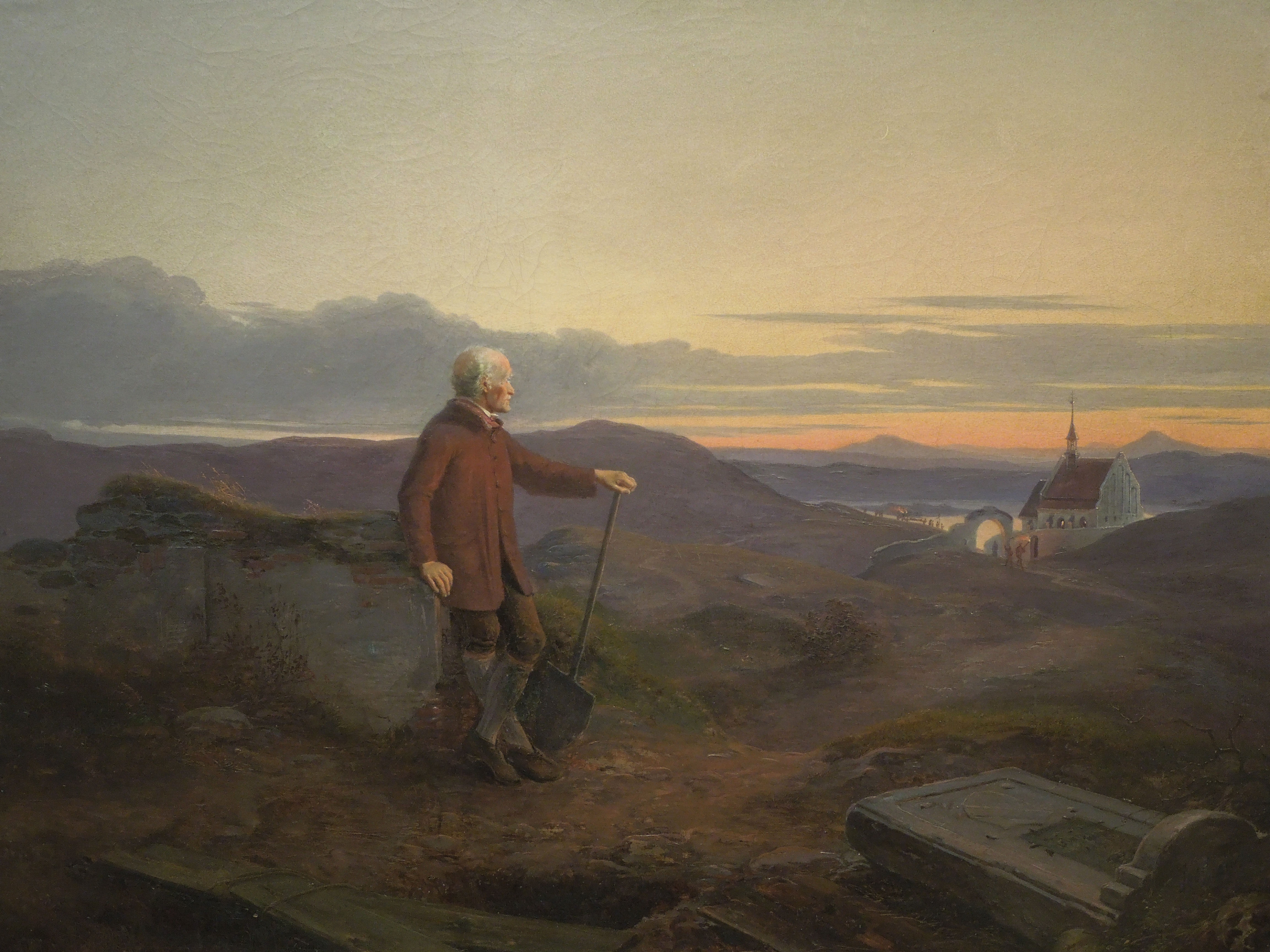
墓堀人 (1843) プラハ国立美術館
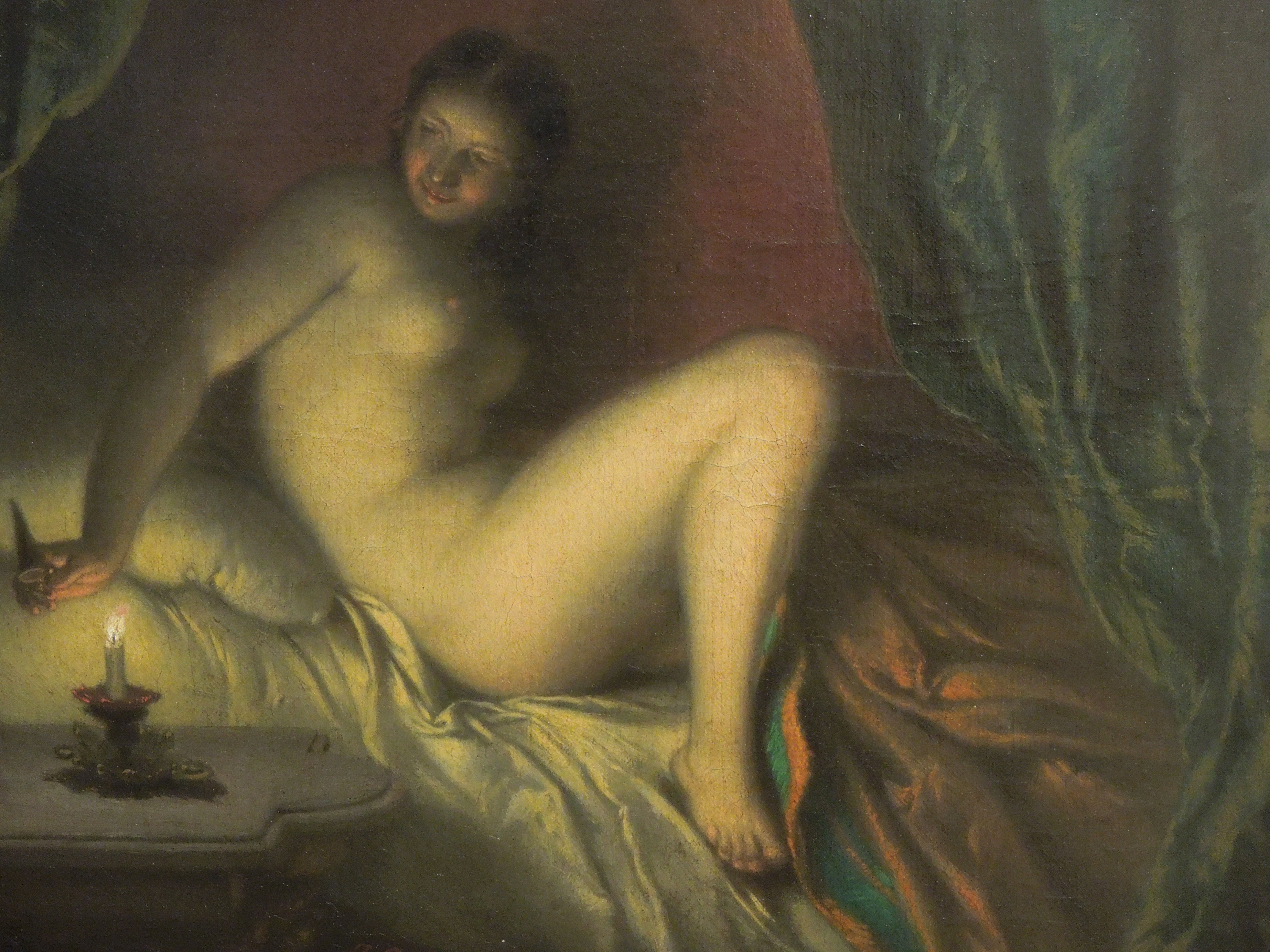
宵時 (1857) プラハ国立美術館

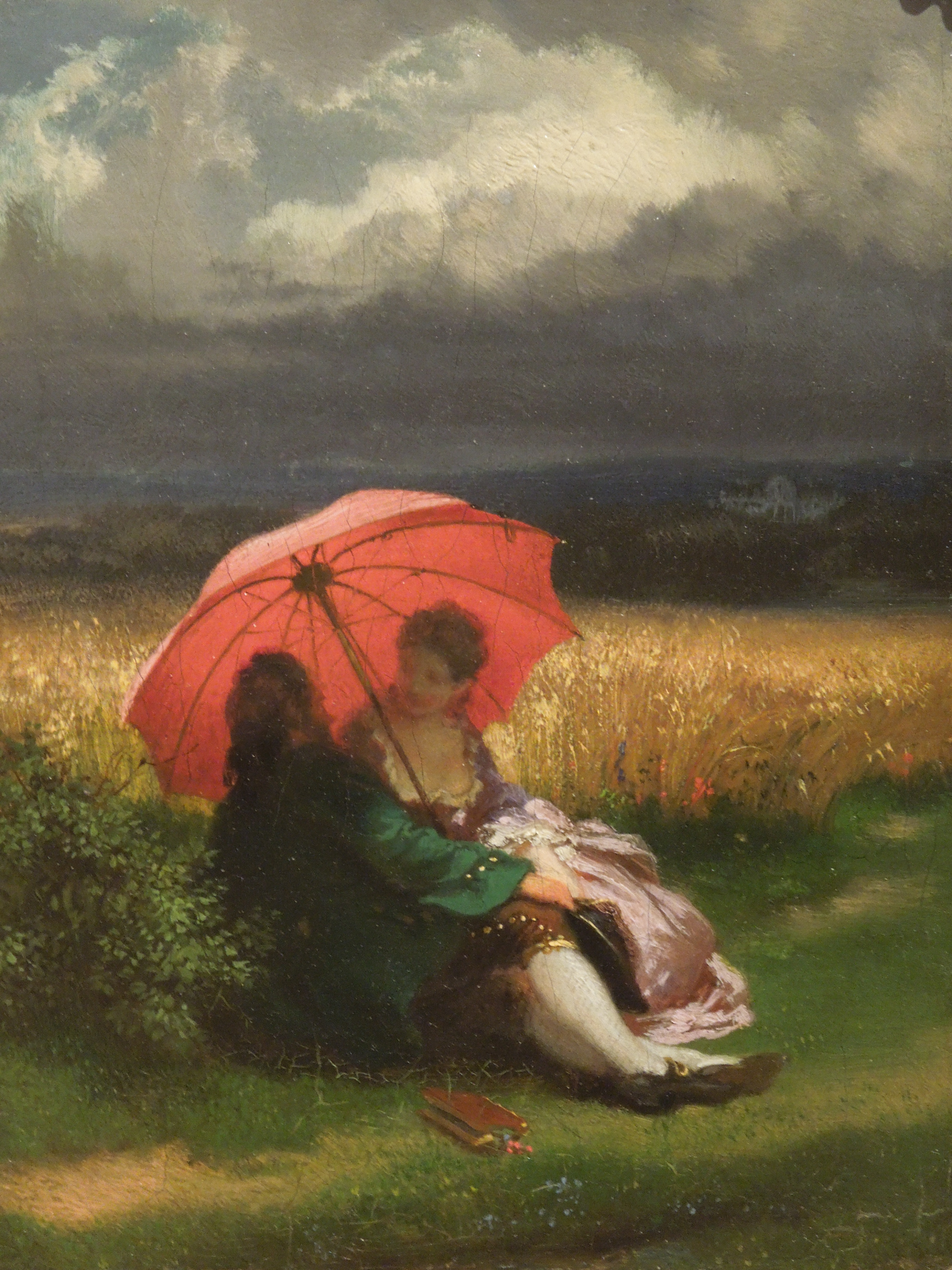
赤い傘　(1855) プラハ国立美術館
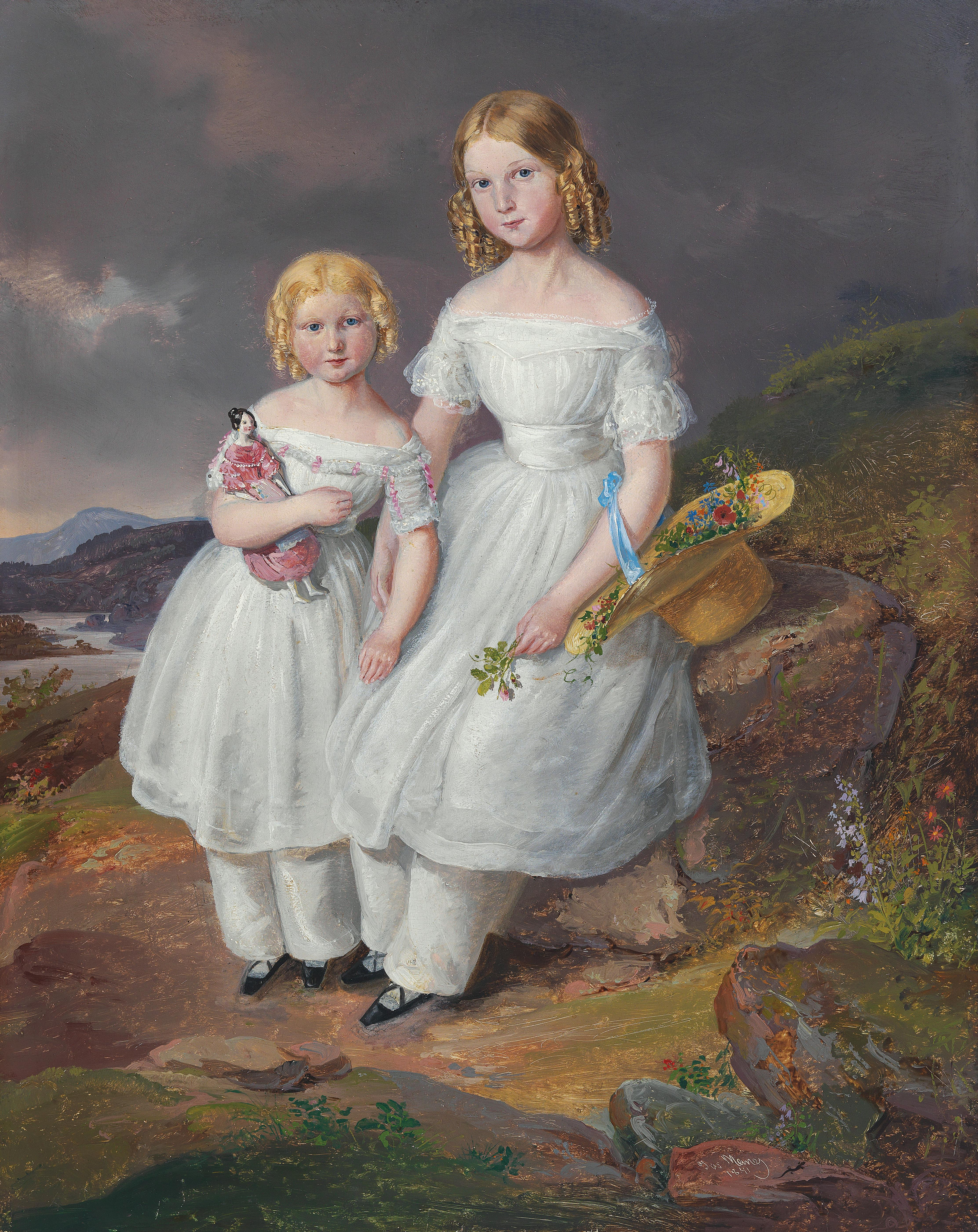
コロフラート家(Kolowrat)の令嬢たちの肖像画　(1841)
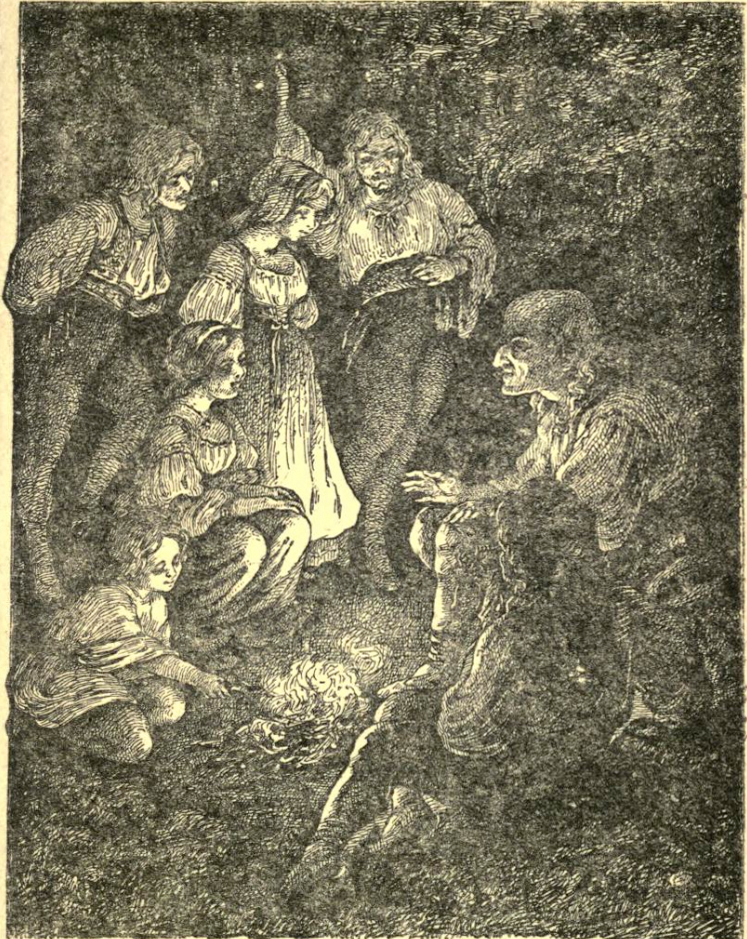
チェコの民話挿絵
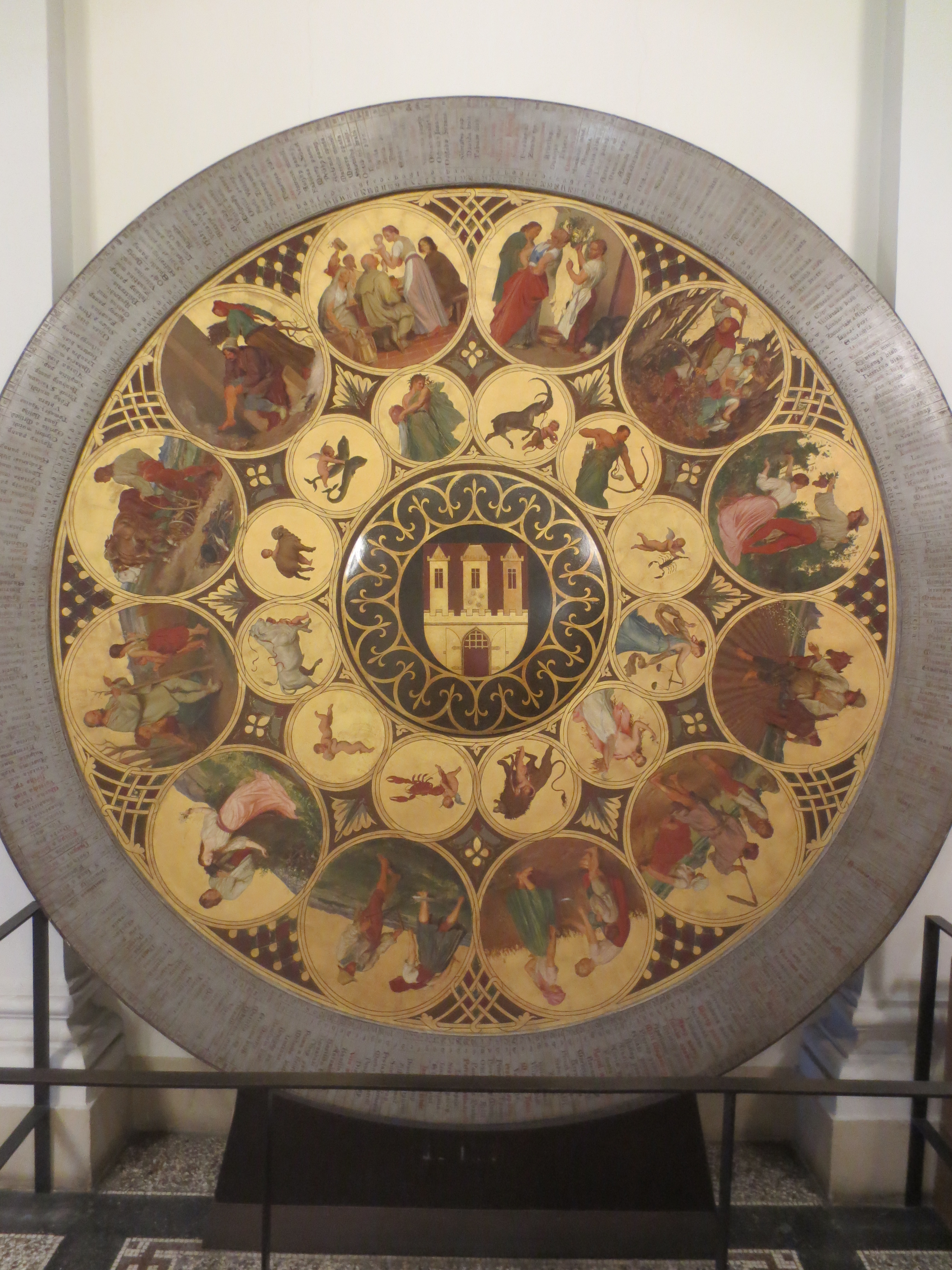
プラハの天文時計の暦表盤